# ترانسایرو

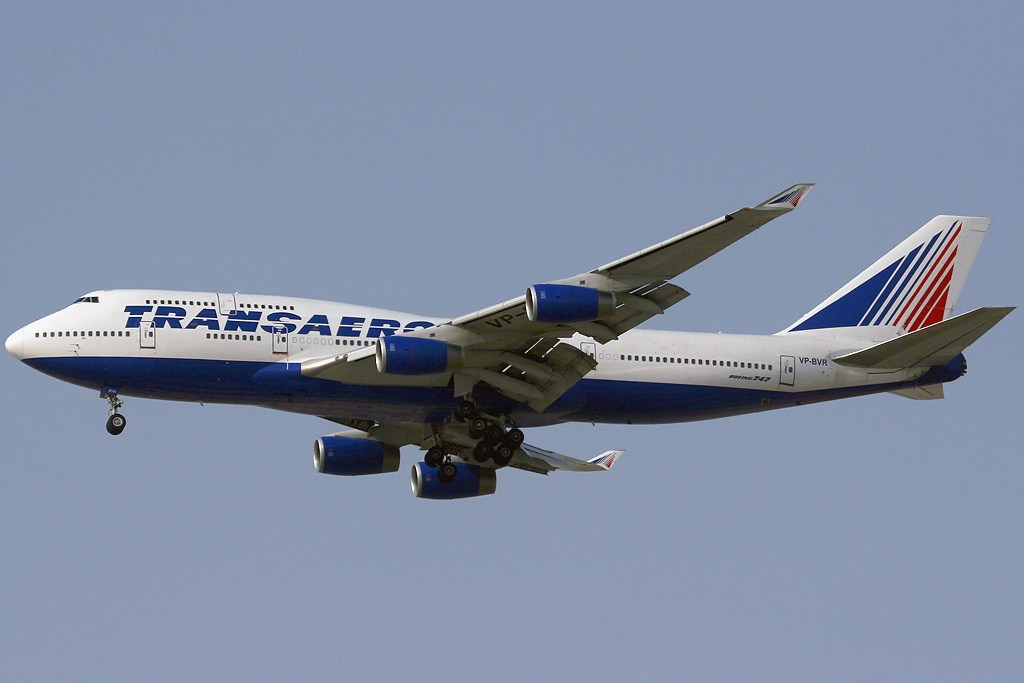
هواپیمای بوئینگ ۷۴۷ متعلق به ترانسایرو

ترانسایرو، (به روسی: Трансаэро) شرکت هواپیمایی روس است، که در سال ۱۹۹۰ تأسیس شد و فعالیتش را با اجاره چند فروند هواپیمای ایلیوشین-۸۶ از شرکت آئروفلوت آغاز نمود. این شرکت روزانه به ۱۵۶ مقصد، در آفریقا، آمریکای شمالی، کارائیب، آسیای مرکزی، آسیای شرقی، آسیای جنوب غربی، آسیای جنوب شرقی و اروپا، پروازهای مستقیم داشت.
دفتر مرکزی شرکت ترانسایرو در شهر دوموده‌دوو، استان مسکو، روسیه قرار دارد و فرودگاه بین‌المللی دوموده‌دوو، فرودگاه بین‌المللی ونوکووا، فرودگاه پالکوو و فرودگاه کولتسوو، قطب‌های این شرکت هواپیمایی به‌شمار می‌آیند. شرکت ترانسایرو در ناوگان هوایی خود، دارای ۹۷ فروند هواپیمای جت مسافربری بود.

## ورشکستگی
در ماه مه ۲۰۱۵ شرکت ترانسایرو سفارش دو فروند ایرباسای۳۸۰–۸۰۰ و یک فروندبویینگ۷۴۷–۸ را داده بود. قرار بر این بود که ایرباس‌ها در خطوط مسکو-نیویورک و شهر ولادی پرواز کنند. سپس ترانسایرو از شرکت ایرباس درخواست کرد تا یکی از ای۳۸۰–۸۰۰ را به دلیل مشکلات مالی زودتر از موعد یعنی در اوایل سال ۲۰۱۵ تحویل بگیرد. در نشست سالانه IATA و حمل و نقل هوایی جهان در ماه ژوئن ۲۰۱۵ رئیس ایرباس فابریس برژی گفت: «من مطئن هستم که ما خواهیم دید تحویل ای۳۸۰ها را به ترانسایرو. مشکل این است که آنها با یک وضعیت دشوار اقتصادی به دلیل کاهش ارزش روبل و یک بازار کوچک از گردشگری روسیه روبرو هستند.»
مدتی پس از نشست سالانه، ترانسایرو اعلام کرد که قصد دارد تمام پایگاه‌های خود را تعطیل کرده و همه را در مسکو جمع کند. ترانسایرو اعلام کرد که این امر به دلیل بسته شدن شرکت اتفاق می‌افتد. شرکت در ماه مارس سال ۲۰۱۵ در حدود ۱٫۱ میلیارد یورد (حدود ۷۷ میلیارد روبل) بدهی انباشته داشت.
شرکت در ۱ اکتبر ۲۰۱۵ اعلام ورشکستگی کرد و تمام فعالیت‌های خود را تا ۱۵ دسامبر ۲۰۱۵ خاتمه داد. همچنین مقامات روسی مجوز این شرکت را لغو کردند.
در سپتامبر ۲۰۱۵ شرکت هواپیمایی Aeroflot بزرگ‌ترین هواپیمایی روسیه موافقت کرد که ۷۵٪ ترانسایرو و بدهی آن را در اختیار گیرد. اما اندکی پس از آن پیشنهاد خود را پس گرفته و اعلام کرد که هیچ توافق یا ضرب‌العجلی با شرکت و سهامداران آن ندارد.
سر انجام در همان روز ترانسایرو با بدهی متورم ۳٫۹ میلیارد یورو(۲۶۰ میلیارد روبل) اعلام کرد که در نظر گرفته‌است به تمام عملیات‌ها در ۱۵ دسامبر ۲۰۱۵ پایان بدهد و با یک ورشکستگی قریب‌الوقوع مواجه است.